# Neues Schauspielhaus
El Neues Schauspielhaus  (inglés: New Theatre) en 5 Nollendorfplatz en el distrito de Schöneberg de Berlín fue construido en 1905 como teatro y sala de conciertos (el Mozartsaal) en el estilo Art Nouveau de moda en ese momento. En 1911, el Mozartsaal se convirtió en un cine con 925 butacas.
Desde el comienzo de la Primera Guerra Mundial, el teatro se convirtió en un escenario de opereta hasta que en 1927, Erwin Piscator y Tilla Durieux abrieron su Theater am Nollendorfplatz en el edificio.  Piscator creó interpretaciones críticas de dramaturgos como Ernst Toller y Walter Mehring, con artistas como Bertolt Brecht, George Grosz y John Heartfield en ocasiones trabajando con él. El teatro de Piscator quebró en 1929 y él emigró en 1931. Después de la toma de posesión nazi, la casa se convirtió nuevamente en un teatro de opereta, ahora bajo la dirección de Harald Paulsen.
Si bien el auditorio fue destruido en la Segunda Guerra Mundial, la fachada y el cine sobrevivieron y en 1951 pasó a llamarse Metropol. Desde 1977 se ha utilizado como discoteca y se convirtió en un famoso club de música durante el apogeo de Berlín Occidental en la década de 1980, frecuentado por bandas como Depeche Mode, Morrissey, The Cross, The Human League y Front 242. Durante un corto tiempo en 2000 fue la ubicación del KitKatClub y en 2005 el arquitecto Hans Kollhoff remodeló el interior como club nocturno Goya. En 2019 se reabrió como Metropol.